# Victoire Jasmin
Victoire Jasmin (Morne-à-l'Eau, 23 dicembre 1955 – Parigi, 6 ottobre 2023) è stata una politica francese, senatrice in rappresentanza della Guadalupa dal 2017 al 2023.

## Biografia
Victoire Jasmin nacque a Morne-à-l'Eau il 23 dicembre 1955. Dopo aver conseguito un diploma in biochimica in un istituto di Créteil, lavorò come infermiera a Pointe-à-Pitre.
Successivamente entrò in politica, iscrivendosi al Partito Socialista. Dal 2008 al 2016 ricoprì l'incarico di vicesindaca di Morne-à-l'Eau, mentre nel 2015, alle elezioni regionali, si candidò come consigliera regionale della Guadalupa, non risultando eletta.
Si candidò poi nel 2017 alle elezioni senatoriali, vincendo il seggio e diventando quindi senatrice. Al senato divenne membro della commissione degli affari sociali, segretaria della delegazione nei territori d'oltremare e membro della delegazione per i diritti delle donne. Si ricandidò sempre come senatrice nel settembre 2023 ma non riuscì ad essere rieletta.
Madre di tre figli, Victoire Jasmin morì a Parigi il 6 ottobre 2023, all'età di 67 anni, cinque giorni dopo essere uscita dal parlamento.